# Avdelning Q
Avdelning Q (originaltitel Afdeling Q) är en dansk bokserie inom genren deckarthriller av författaren Jussi Adler-Olsen.
Serien följer kriminalkommissarie Carl Mørck, hans kollega Hafez el-Assad och sekreteraren Rose Knudsen som arbetar med gamla olösta fall i en källarbelägen avdelning på en polisstation i Köpenhamn som går under namnet "Q".

## Böcker
Samtliga böcker till och med Selfies har översatts till svenska av Leif Jacobsen, varav alla upp till Journal 64 gavs ut av Bra Böcker tills Albert Bonniers förlag tog över utgivningen.
- 2011 – Kvinnan i rummet (Kvinden i buret, 2007)
- 2011 – Fasanjägarna (Fasandræberne, 2008)
- 2011 – Flaskpost från P (Flaskepost fra P, 2009)
- 2012 – Journal 64 (Journal 64, 2010)
- 2013 – Marcoeffekten (Marco effekten, 2012)
- 2015 – Den gränslöse (Den Grænseløse, 2014)
- 2017 – Selfies (Selfies, 2016)
- 2019 – Offer 2117 (Offer 2117, 2019)
- 2022 – Natriumklorid (Natrium Chlorid, 2021)
- 2024 – Sju kvadrat med lås (Syv m2 med lås, 2023)

## Filmer
I filmatiseringen av de fyra första böckerna spelade Nikolaj Lie Kaas, Fares Fares och Johanne Louise Schmidt rollerna som Carl Mørck, Hafez el-Assad respektive Rose Knudsen. Efter  den fjärde filmen i serien, Journal 64, planerades först inga fler filmatiseringar.
Under sommaren 2019 offentliggjordes en femte filmatisering, Marcoeffekten, med nya skådespelare där Ulrich Thomsen spelar Mørck samt Zaki Youssef som Assad under regi av Martin Zandvliet och Mikael Rieks samt manus av Anders August.
- 2013 – Kvinnan i rummet
- 2014 – Fasanjägarna
- 2016 – Flaskpost från P
- 2018 – Journal 64
- 2021 – Marcoeffekten
- 2024 – Den gränslöse

### Fotnoter
1. ↑  Sigander/TT, Miranda (31 juli 2017). ”Fares Fares växlar upp karriären”. www.nsd.se. Arkiverad från originalet den 24 mars 2019. https://web.archive.org/web/20190324014441/https://www.nsd.se/kultur-noje/fares-fares-vaxlar-upp-karriaren-nm4607954.aspx. Läst 24 mars 2019.
2. ↑  Alexander Dunerfors (22 november 2018). ”Thrillern ”Journal 64” slår biorekord i Danmark”. MovieZine. https://www.moviezine.se/nyheter/thrillern-journal-64-slar-biorekord-i-danmark. Läst 24 mars 2019.
3. ↑  ”Det blir en femte film om Avdelning Q”. MovieZine. 7 juni 2019. https://www.moviezine.se/nyheter/det-blir-en-femte-film-om-avdelning-q. Läst 2 januari 2020.
4. ↑  ”Nordisk Film announces cast and director for THE MARCO EFFECT” (på engelska). Nordisk film. 2 juni 2019. Arkiverad från originalet den 2 januari 2020. https://web.archive.org/web/20200102191255/https://www.nordiskfilm.com/nordisk-film-announces-cast-and-director-marco-effect. Läst 2 januari 2020.